# Спортмастер
«Спортма́стер» — российская торговая сеть по продаже спортивных товаров, основанная в 1992 году. Штаб-квартира находится в Москве. Магазины компании работают в России, Белоруссии, Казахстане, Китае, Польше, и Армении.

## История
Основателями компании являются братья Николай и Владимир Фартушняк, Дмитрий Дойхен и Александр Михальский. В 1992 году была зарегистрирована торгово-закупочная фирма «Илион», в 1993 году начались поставки тренажёров Kettler в Россию, к 1995 году — открытие в Москве первого розничного магазина Кеттлер-Спорт.
В 1996 году была зарегистрирована торговая марка «Спортмастер», в 1997 году — образована ГК «Спортмастер».
В 2019 году головная сингапурская компания Sportmaster Operations Pte. Ltd купила датские магазины Sportmaster и Rezet Sneaker Store, а также польскую сеть спортивных магазинов GO Sport Polska за, оценочно, €40 млн. В 2022 году, из-за введения Польшей санкций, «Спортмастер» был вынужден закрыть сеть Go Sport, объявив о намерении продать её.
«Спортмастер» заняла первое место среди компаний спортивного бизнеса в России в рейтинге Sports.ru по выручке по итогам 2020 года.
С февраля 2021 года на Украине введены санкции против «Спортмастера» сроком на 3 года.
С декабря 2022 года, по данным ЕГРЮЛ, головная российская компания ООО «Спортмастер» принадлежит гонконгской Falcon Asia Pacific Limited, созданной за несколько месяцев до этого (вместо сингапурской Sportmaster Operations PTE, владевшей брендом с 2012 года). Смена главной структуры была обусловлена страховкой от возможных санкций недружественной страны.

## Деятельность
Группа компаний «Спортмастер» управляет одноимённой сетью магазинов спортивных товаров, сетями «Спортмастер Дисконт» и O'STIN (повседневная одежда), Urban vibes, а также дистрибьюторским подразделением. На 2010 год общее количество магазинов всех форматов в торговой сети «Спортмастер» — 214. Количество магазинов O’stin — 680. Выручка компании в 2009 году составила 22 852,9 млн рублей, что на 61,8 % больше, чем годом ранее. Чистая прибыль за тот же период составила 1395,6 млн рублей.
В 2022 году в торговую сеть «Спортмастер» входило свыше 450 магазинов в 220 городах, и компания планировала активную экспансию в города с населением менее 100 тысяч человек.
В декабре 2023 года первый магазин «Спортмастер» открылся в Узбекистане. Также компания запустила новый формат магазинов «Спортмастер Мини» площадью 100–300 кв. м. для 250 городов России с населением до 50 тыс. человек.

## Финансовые показатели
В 2023 году выручка компании составила 159,55 млрд рублей, а чистая прибыль — 22,9 млрд рублей, благодаря чему «Спортмастер» занял 68 место в рейтинге Forbes «100 крупнейших компаний России по чистой прибыли».
В 2024 году «Спортмастер» занял 98-ю строчку рейтинга с показателем в 23,1 млрд руб..